# أحمد حواس
' أحمد حواس، من مواليد 13 يناير 1987، لاعب كرة قدم كويتي. يلعب مع نادي الصليبيخات.
بدأ مسيرته عام 1998، ولعب مع منتخب الكويت الأولمبي لكرة القدم في عام 2007.